# Revoltas Irmandinhas
Revoltas Irmandinhas ou Guerras Irmandinhas se referem às duas maiores revoltas da Galiza no século XV.
Essa denominação decorre do fato de que tais revoltas foram apoiadas por "irmandades" (tipo de corpo policial formado nas cidades da Península Ibérica na Baixa Idade Média).
Tais eventos, que ocorreram, entre 1431 e 1469, na Galícia (noroeste da Espanha), quando a Galícia enfrentava uma situação de conflito social (fome, epidemias e abusos da nobreza galega) e político (guerra civil em Castela).
Após 1230, como consequência da união dinástica entre os reinos de Leão e Castela, a Galícia tornou-se uma região dependente da Coroa de Castela. O grande peso rural na estrutura econômica e a enorme influência da nobreza, tanto secular quanto eclesiástica, faziam da Galiza uma parte importante da Coroa.
O grande poder do clero e da nobreza era um grande aborrecimento para a Coroa. Esta nobreza (em especial, a Casa de Osório em Monforte de Lemos e Sarria, a Famíla Andrade em Ponte d'Eume, a Família Moscoso em Vimianço, a Família Sarmiento, a Família Ulhoa, a Família Sotomayor , etc.) cometiam inúmeros abusos que vão desde o patrocínio do banditismo nobre ao aumento exorbitante da carga tributária.
O campesinato, que era a maior vítima de tais abusos, encenou várias revoltas contra a nobreza. Uma das mais importantes foi a "Irmandade Fusquenlla", que ocorreu em 1431, especialmente contra os senhores episcopais, e a "Grande Guerra Irmandiña", que ocorreu entre 1467 e 1469.
- A "Irmandade Fusquenlla", sobretudo contra os senhores episcopais.

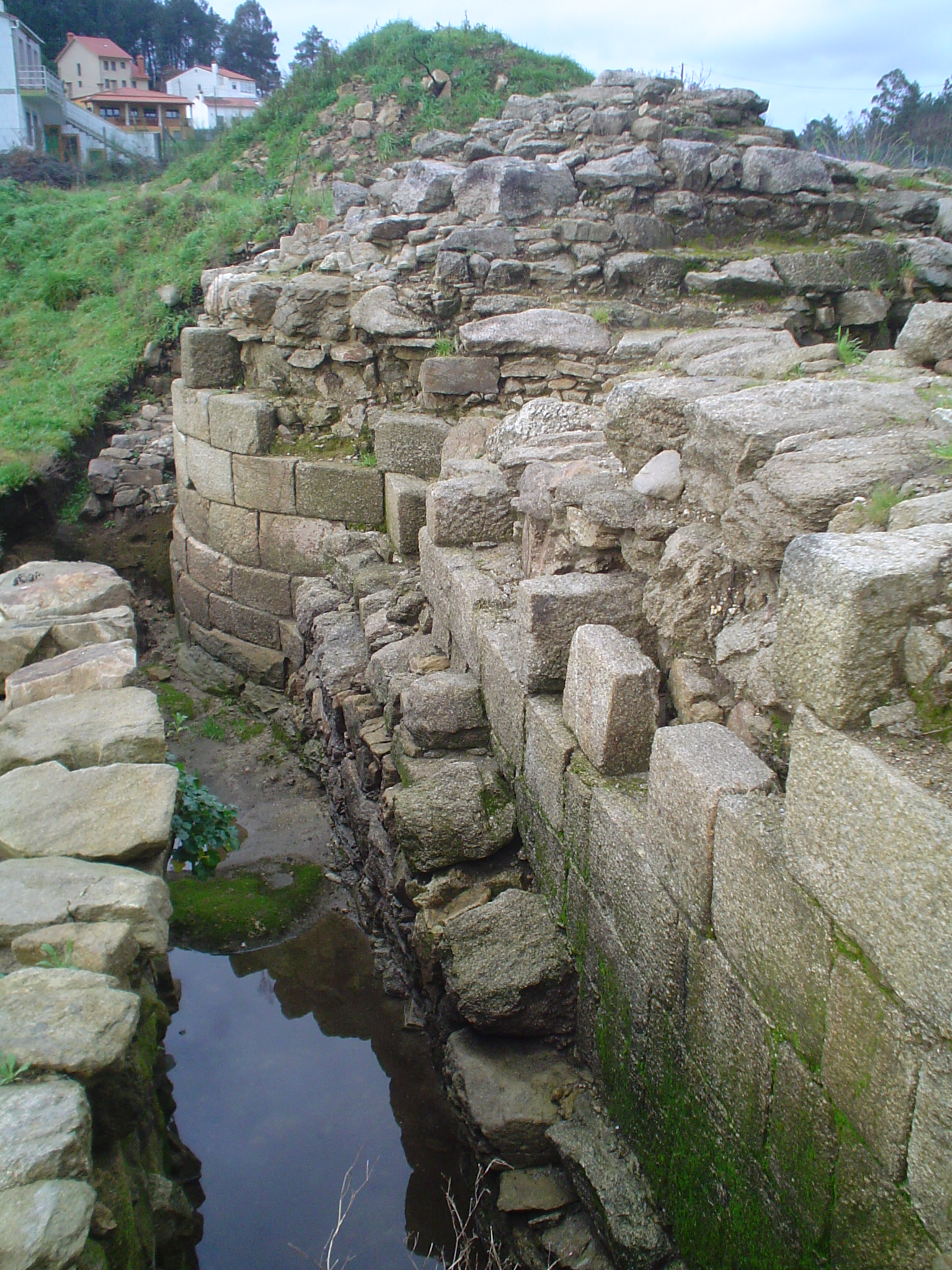
Castelo da Rocha Forte derrubada pelos irmandinhos no 1467

- A "Grande Guerra Irmandiña".

Os senhores, prelados e cavaleiros do dito reino [...] causaram muitos agravos, danos e males às suas pessoas e aos seus bens, roubando os seus bois e animais e forçando as suas mulheres e filhas, e muitos dos ditos danos faziam-se às gentes que tinham nas suas casas, bem como nas suas fortalezasOriginal (em galego): Os señores prelados e cabaleiros do dito reino [...] facíanlles moitos agravios e danos e males nas súas persoas e nos seus bens, roubándolles os seus bois e bestas e forzábanlles as súas mulleres e fillas e moitos dos ditos danos facíanse así das xentes que tiñan nas súas casas como nas súas fortalezas— Extraído de Preito Tabera-Fonseca, Fol. 1104 v. (em galego)

## Irmandade Fusquenlha
A Irmandade Fusquenlla foi formada em 1431, nas terras do senhor de Andrade, devido à extrema dureza com que Nuno Freire de Andrade, "ou Malo", tratava os seus vassalos. A revolta começou nas comarcas de Pontedeume e Betanzos e alastrou aos bispados de Lugo e Mondoñedo e até ao Arcebispado de Santiago de Compostela. Roi Xordo, um nobre de baixa linhagem da A Coruña, liderou as tropas da Irmandade Fusquenlla.
Os desentendimentos internos fizeram que a revolta fracassasse ante as tropas dos Andrade, do rei de Castela e do arcebispo de Santiago. Roi Xordo, um fidalgo da Corunha, dirigiu as tropas da Irmandade Fusquenlha e morreu na repressão posterior à derrota irmandinha.

## Grande Guerra Irmandinha
A Grande Guerra Irmandinha ocorre entre os anos de 1467 a 1469. Os preparativos para a formação duma Irmandade Geral começaram anos antes por parte de Alonso de Lançós e com o apoio de vários concelhos (Corunha, Betanzos, Ferrol, Lugo) que atuaram como os impulsionadores iniciais do movimento. Neste caso, a revolta Irmandiña foi uma verdadeira guerra civil devido à participação social que teve. Anos consecutivos de más colheitas e pragas provocaram uma revolta popular. Segundo as testemunhas do julgamento de Tavera-Fonseca, os Irmandinhos teriam tido cerca de 80.000 membros. Na organização e desenvolvimento da guerra irmandinha participaram vários grupos sociais: camponeses, gentes das cidades, baixa nobreza e fidalguia e alguns membros do clero, como cônegos compostelanos que apoiaram economicamente o movimento irmandinho. Os lideres do movimento pertenciam à baixa nobreza (gentil-homens). Pedro de Ossório, atuou no centro da Galiza, sobretudo na zona de Compostela, Alonso Lançós, dirigiu a revolta na zona norte da Galiza e Diego de Lemos dirigiu as ações irmandinhas no sul de Lugo e norte de Ourense. A ascensão do movimento irmandinho foi possível pela existência do que um estudioso do período, Carlos Barros, chama de "mentalidade justiceira e antisenhorial" da sociedade galega baixomedieval, que rejeitava as injustiças cometidas pelos senhores, considerados popularmente como “mal-feitores”.
Os inimigos dos Irmandiños eram fundamentalmente nobres laicos, donos de castelos e fortificações, prelados das principais igrejas e mosteiros. Os irmandinhos viriam a destruír por volta de 130 castelos e fortificações nos dois anos de guerra irmandinha. As linhagens dos Lemos, Andrade e Moscoso foram o alvo preferido dos irmandinhos. Os Irmandiños, por outro lado, não atacaram os eclesiásticos. A princípio, parte da nobreza que sofreu a ira dos Irmandiños fugiu para Portugal ou para Castela.
Em 1469, Pedro Madruga iniciou a partir de Portugal o contra-ataque feudal, contando com o apoio doutros nobres e das forças do arcebispo de Santiago de Compostela. As tropas feudais, com melhor maquinaria de guerra (as tropas de Pedro Madruga usavam arcabuzes modernos), derrotaram os Irmandiños, prendendo e matando os seus líderes. A vitória das tropas de Pedro Madruga ocorreu quando contaram com o apoio dos reis de Castela e Portugal, além da divisão das forças Irmandiños. Mas imediatamente, a nobreza vitoriosa viu-se envolvida novamente em conflitos dinásticos que prepararam o seu definitivo desarraigamento do território galego.